# Marchetto Cara
Marchetto Cara (Verona, 1470 circa – Mantova, probabilmente 1525) è stato un compositore, liutista e cantore italiano del Rinascimento.
Attivo a Mantova presso la corte dei Gonzaga e a Firenze presso la corte dei Medici, fu uno dei più celebri compositori di frottole, assieme a Bartolomeo Tromboncino.

## Biografia
Nulla si conosce sugli inizi della sua vita. Nel 1494 era già alle dipendenze della famiglia Gonzaga a Mantova, e vi rimase, salvo brevi interruzioni per esibirsi in altre città, per tutto il corso della sua vita. Il suo impegno era diviso fra la Cattedrale di San Pietro e la corte dei Gonzaga.
I Gonzaga, amanti e mecenati della musica, impiegavano diversi cantori e musicanti e Marchetto Cara fu a capo di questo gruppo. Egli compose musiche per matrimoni, cerimonie ufficiali, per intermedi - musiche suonate negli intervalli fra due atti di lavori teatrali -, e per le feste di corte. In questo modo creò alcuni dei capolavori della musica dell'epoca. Assieme al Tromboncino fu uno dei maggiori compositori di frottole. Le sue composizioni continuarono ad essere raccolte e pubblicate anche dopo la sua morte.
Molto probabilmente morì nel 1525, poiché la sua vedova si risposò agli inizi del 1526; in quel periodo era in vigore una legge che proibiva alle vedove di risposarsi prima che fossero passati nove mesi dalla morte del marito. Quando morì era un uomo ricco poiché possedeva due case in città e due case in campagna. Evidentemente i Gonzaga lo pagavano molto bene.
Il Cara era famoso non solo come compositore, ma anche come cantore e suonatore di liuto. Egli cantò a Mantova per la famiglia Gonzaga presso la quale prestava il suo servizio, ma anche a Firenze presso la corte dei Medici, la famiglia Bembo, I Bentivoglio signori di Bologna, e altre famiglie signorili a Venezia, Verona, Padova, Pesaro, Cremona e in altre città.
Baldassarre Castiglione lo sentì cantare e scrisse di lui nel suo famoso libro Il Cortegiano (Venezia, 1528).

## Le sue opere
Nonostante fosse prevalentemente un compositore di frottole, la forma musicale che precedette il madrigale, egli scrisse anche alcuni pezzi di musica sacra fra cui un Salve Regina a tre voci e sette laude spirituali. Molte sue frottole sono scritte in omofonia con brevi passaggi di imitazione nella parte iniziale della frase. Gli autori delle poesie relative alle sue 100 frottole sono ignoti. Non altrettanto può dirsi degli autori dei suoi 16 poemi. Molti dei suoi poemi sono sotto forma di barzellette, strambotti, sonetti e odi.
Alcune di queste frottole hanno un carattere più serioso e preannunciano la nascita del madrigale che fiorì tra il 1520 e il 1530 proprio dopo la sua morte.